# Atelopus minutulus
Atelopus minutulus är en groddjursart som beskrevs av Ruiz-Carranza, Hernández-Camacho och Ardila-Robayo 1988. Atelopus minutulus ingår i släktet Atelopus och familjen paddor. IUCN kategoriserar arten globalt som akut hotad. Inga underarter finns listade.